# Waddenzee
Waddenzee este o arie protejată (arie de protecție specială avifaunistică — SPA) din Țările de Jos întinsă pe o suprafață de 271.771 ha, din care 99 % marine.

## Localizare
Centrul sitului Waddenzee este situat la coordonatele 53°16′16″N 5°14′56″E / 53.2711°N 5.2488°E.

## Înființare
Situl Waddenzee a fost declarat arie de protecție specială avifaunistică în noiembrie 1991 pentru a proteja 48 de specii de animale.

## Biodiversitate
Situată în ecoregiunile atlantică și marină Atlantică, aria protejată nu include niciun habitat protejat.
La baza desemnării sitului se află mai multe specii protejate de  păsări (48): rață sulițar (Anas acuta), rață lingurar (Anas clypeata), rață pitică (Anas crecca), rață fluierătoare (Anas penelope), rață mare (Anas platyrhynchos), rață pestriță (Anas strepera), gâscă cenușie (Anser anser), gâscă de semănătură (Anser fabalis), pietruș (Arenaria interpres), ciuf de câmp (Asio flammeus), Aythya marila, Branta bernicla, Branta leucopsis, Bucephala clangula, Calidris alba, fugaci de țărm (Calidris alpina), Calidris canutus, fugaci roșcat (Calidris ferruginea), prundăraș de sărătură (Charadrius alexandrinus), prundaș gulerat mare (Charadrius hiaticula), chirighiță neagră (Chlidonias niger), erete de stuf (Circus aeruginosus), erete vânăt (Circus cyaneus), Cygnus columbianus bewickii, șoim călător (Falco peregrinus), scoicar (Haematopus ostralegus), pescăruș negricios (Larus fuscus), sitar de mal nordic (Limosa lapponica), sitar de mâl (Limosa limosa), ferestrașul mare (Mergus merganser), Mergus serrator, culic mare (Numenius arquata), cormoran mare (Phalacrocorax carbo), lopătar (Platalea leucorodia), ploier auriu (Pluvialis apricaria), ploier argintiu (Pluvialis squatarola), corcodel mare (Podiceps cristatus), ciocântors (Recurvirostra avosetta), eider (Somateria mollissima), chiră mică (Sterna albifrons), chiră de baltă (Sterna hirundo), Sterna paradisaea, chiră de mare (Sterna sandvicensis), călifar alb (Tadorna tadorna), fluierar negru (Tringa erythropus), fluierar cu picioare verzi (Tringa nebularia), fluierarul cu picioare roșii (Tringa totanus), nagâț (Vanellus vanellus).